# Фарли, Джеймс Алоизиус
Джеймс Алои́зиус Фа́рли (англ. James "Jim" Aloysius Farley; 30 мая 1888, Грасси-Пойнт, Нью-Йорк — 9 июня 1976, Нью-Йорк) — американский государственный и политический деятель в президентское правление Франклина Делано Рузвельта, 53-й генеральный почтмейстер США (1933—1940). Непосредственно причастен к одному из самых громких скандалов в американской филателии, который получил название «проделок Фарли» (Farley's Follies).

## Биография
Родился в местечке Грасси-Пойнт, близ города Стоуни-Пойнт, в штате Нью-Йорк.

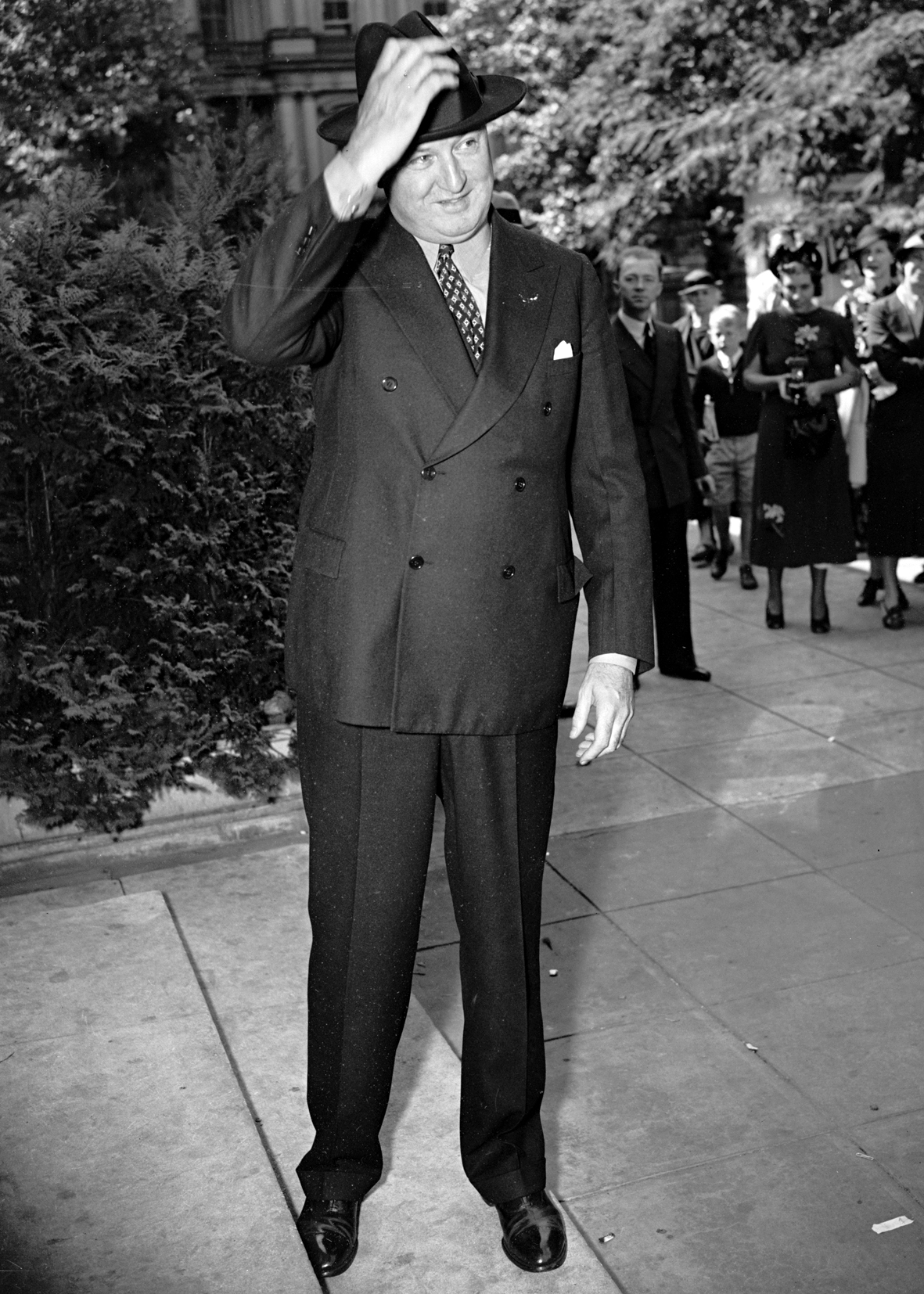
Дж. Фарли (14 сентября 1937)

Общественно-политическая карьера Фарли началась в 1918 году с должности клерка в городском управлении Стоуни-Пойнта. В 1919 году он был произведён губернатором штата Нью-Йорк Альфредом Смитом в должность начальника порта. В 1920—1922 годах работал на посту контролёра Стоуни-Пойнта и в 1922 году был избран членом нижней палаты легислатуры Нью-Йорка. С 1924 года состоял членом Нью-Йоркской спортивной комиссии и в 1925—1933 годах был её председателем.
В дальнейшем Дж. Фарли стал заметной фигурой в политике и государственном управлении США. В 1930—1944 годах он возглавлял Нью-Йоркское отделение Демократической партии и оказал существенную помощь Франклину Рузвельту в его президентской кампании 1932 года. Новоизбранный президент США назначил Джеймса Фарли 4 марта 1933 года на пост генерального почтмейстера. При этом Фарли одновременно стал председателем Национального комитета Демократической партии; это был первый случай в истории американской политики, когда действующий министр федерального правительства возглавлял одну из ведущих партий страны. С 10 сентября 1940 года покинул работу в правительстве, но не утратил своего влияния на политику США и приглашался на совещания в Белом доме. В 1944 году окончательно прекратил политическую деятельность и занялся бизнесом, став президентом Экспортной корпорации Кока-Кола (Coca-Cola Export Corporation).
Фарли обладал феноменальной способностью запоминать имена и лица людей, что содействовало его политическому росту и влиянию.
Джеймс Фарли умер в 1976 году в Нью-Йорке. Похоронен на кладбище «Врата Небес» — римско-католическом кладбище, примерно в 25 милях к северу от Нью-Йорка, США.
Его имя присвоено в 1982 году зданию главпочтамта Нью-Йорка.

## «Проделки Фарли»
В историю американской филателии Джим Фарли вошёл, будучи во главе Почтовой службы США. Зная страстное увлечение Рузвельта коллекционированием марок, Фарли использовал своё служебное положение и выкупал в Бюро гравировки и печати целые марочные листы только что отпечатанных, но не прошедших перфорирование и гуммирование новых почтовых выпусков. Затем на этих листах он проставлял свои автографы и дарил их «боссу», как он любил называть президента. Среди выполненных таким образом «филателистических сувениров», включавших двадцать марок, оказался, к примеру, выпуск 1934 года, посвящённый национальным паркам США. Рузвельт благосклонно принимал подобные подарки, и впоследствии Фарли стал вручать незаконченные листы марок своим детям, а также некоторым влиятельным коллекционерам в правительстве, в том числе тогдашнему министру внутренних дел Гарольду Икесу, которому как раз и были подконтрольны национальные парки.
Однако вскоре один из этих листов всплыл на филателистическом рынке и был оценён в 20 000 долларов. История быстро стала достоянием общественности благодаря публикациям в прессе. Многие коллекционеры по всей стране пожелали иметь копию «сувениров» Фарли. Чтобы избежать угрозы расследования в Конгрессе, Фарли приказал в 1935 году переиздать все негуммированные и неперфорированные выпуски (Sc #752—771), которые сразу же стали очень популярными среди филателистов.
Репринтные новоделы Фарли не являются редкостью в настоящее время. Оригинальные листы легко определяемы по наличию подписи Джеймса Фарли. Пятнадцать таких листов экспонировались в 2009—2010 годах в Национальном почтовом музее США.
Кроме того, Дж. Фарли известен тем, что ввёл в практику издание памятных почтовых блоков, приуроченных к тем или иным событиям. На полях блоков указано имя Фарли как руководителя Почтовой службы, разрешившего их выпуск.

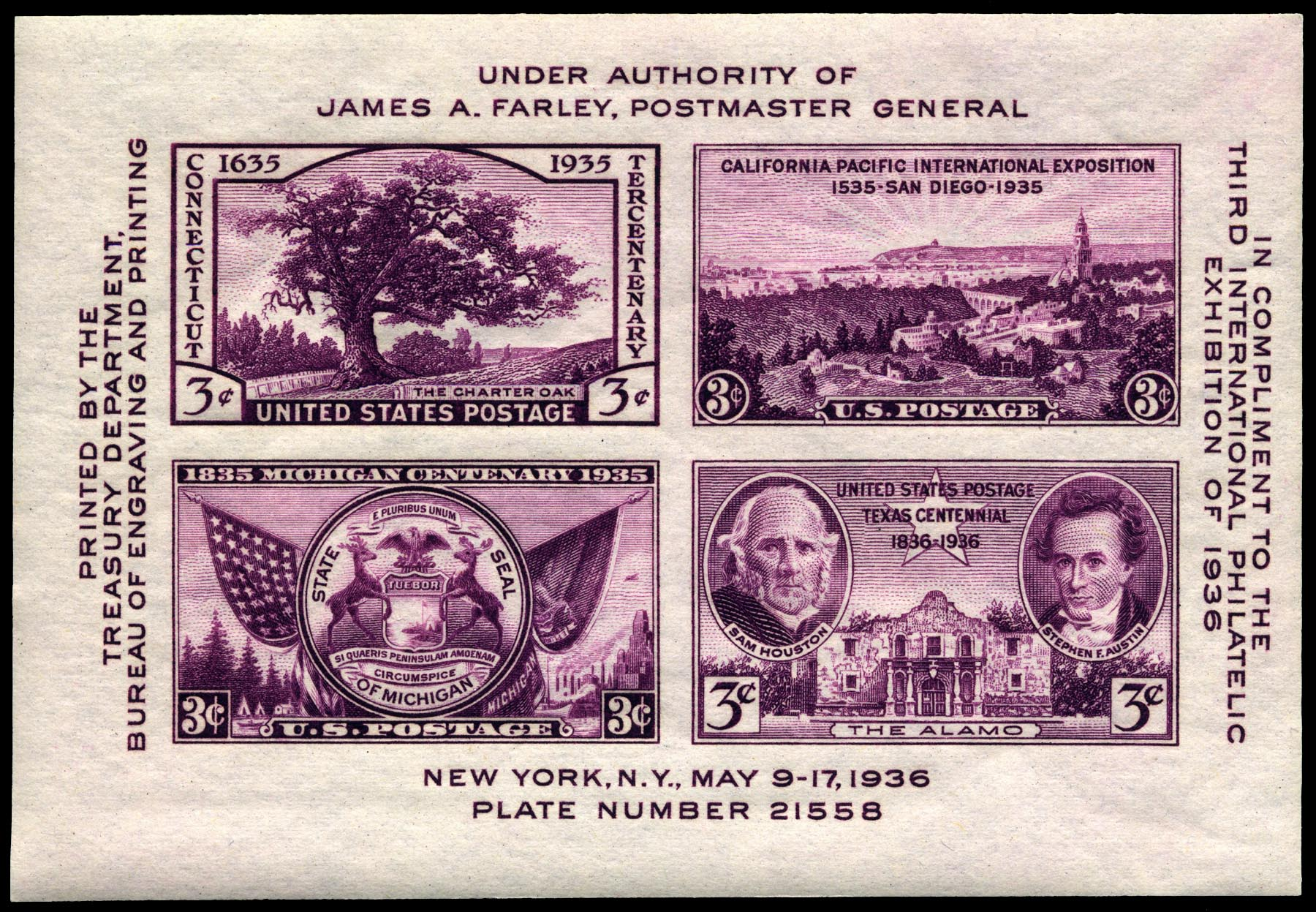
Памятный почтовый блок США по случаю III Международной филателистической выставки (TIPEX) в Нью-Йорке в 1936 году
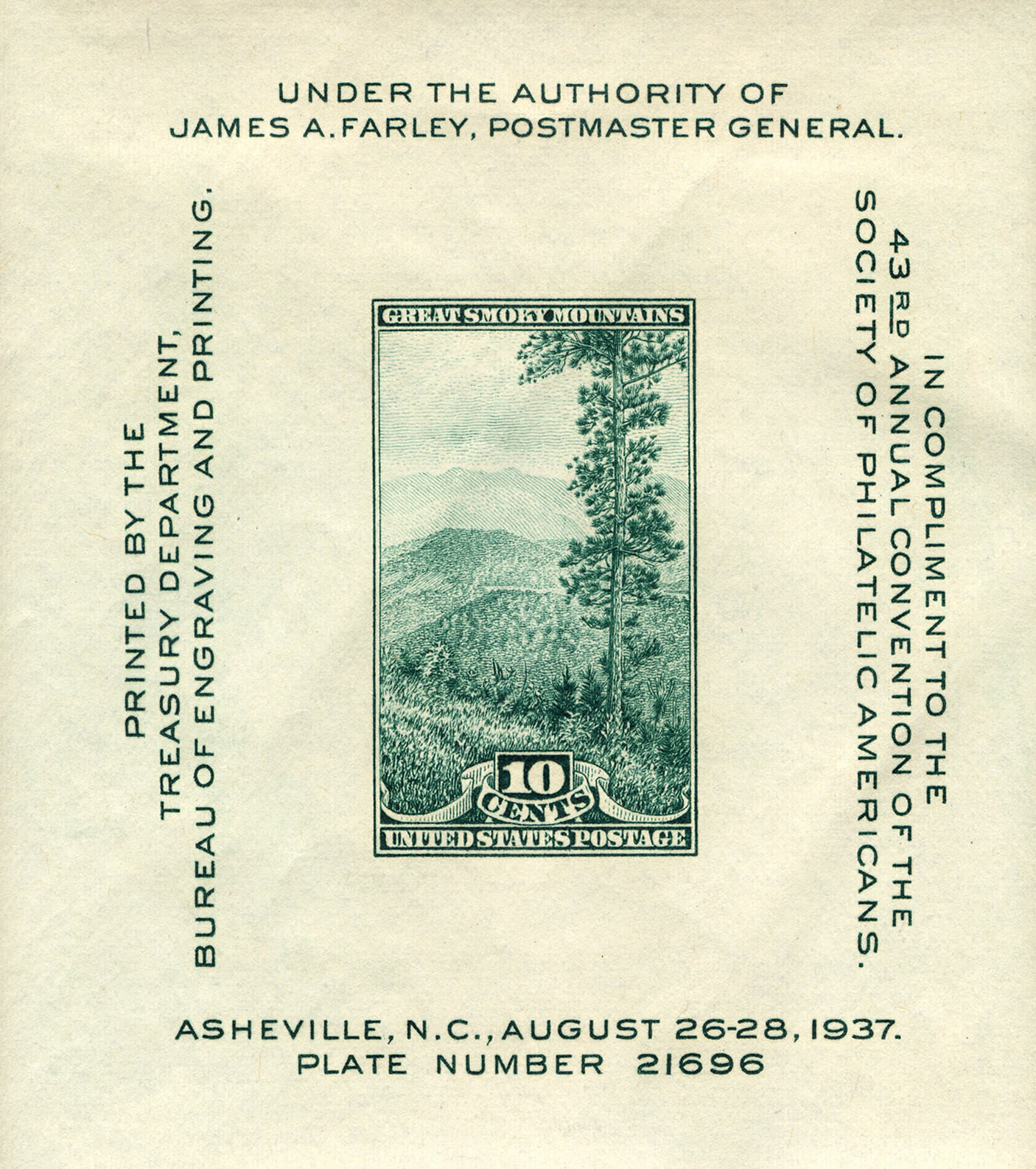
То же в честь 43-й ежегодной конвенции Общества американских филателистов в 1937 году